# Anna Clyne
Anna Clyne (Londra, 9 marzo 1980) è una compositrice inglese. Risiede oggi negli USA. Ha composto sia musica acustica che elettronico-acustica.

## Biografia
Clyne ha iniziato a scrivere musica già da bambina, arrivando a completare la sua prima composizione all'età di 11 anni. Ha studiato musica alla Università di Edimburgo, dalla quale si è laureata col massimo dei voti. Più tardi ha studiato al Manhattan School of Music e ha acquisito un Master of Arts in musica. Tra i suoi insegnanti si annoverano Marina Adamia, Marjan Mozetich e Julia Wolfe.
Clyne ha diretto il programma per giovani compositori, il "Making Score", della New York Youth Symphony dal 2008 al 2001. Nell'ottobre del 2009, Clyne e Mason Bates sono nominati co-compositori con residenza alla Chicago Symphony Orchestra (CSO), a partire dalla stagione 2010-2011.
Ha preso residenza negli USA nel 2010, per una durata programmata di 2 anni. Nel gennaio del 2012, il suo contratto come co-compositore della CSO con residenza è stata prolungato anche per la stagione 2013-2014 .
Clyne ha ricevuto nel 2010 il Charles Ives Prize dalla American Academy of Arts and Letters, un Clutterbuck Award dall'Università di Edimburgo, oltre a premi dalla Meet the Composer, The American Music Center, The Foundation for Contemporary Arts, Jerome Foundation, International Artist Sponsorship, e dalla ASCAP/SEAMUS.

## Composizioni (parziale)
| Chamber music: - portrait of a woman (2000) - thawing (2000) - manipura (2001) - approach (2002) - hungarian mode (2002) - shadows of the silk road (2002) - mobile (2003) - riot (2003) - alchemist (2004) - puzzle music (2005) - scratched (2005) - I. A Hymn to the Virgin//II. Resting in the Green (2010) - Primula Vulgaris (2010) - Ninety Eight Point Seven (2011) - Spangled Unicorn (2011) Chamber orchestra and orchestra: - still, within, resolve (2002) - a tale (2002) - telling wilde tales (2002) - the swing was made of pine wood and a light rope (2002) - <<rewind<< (2005, revised 2006) - TENDER HOOKS (2008) - Within Her Arms (2009) - Night Ferry (2012) | Instrumental music with tape/electronics: - sketches of a return (2002) - fits + starts (2003) - l.i.l.s (2003) - choke (2004) - fuse (2004) - seven-ten split (2004) - victorious (2004) - shards (2005) - rapture (2005) - paint box (2006) - steelworks (2006) - BEWARE OF (2007) - ELEMENTARY (2007) - NEXT.STOP (2007) - On Track (2007) - SUGAR VEINS (2007) - 1987 (2008) - blue hour (2009) - THE VIOLIN (2009) - Shadow of the Words (2010) | Tape: - arclight (2001) - one (2001) - transcription (2002) - East 5th (2003) - energy (2003) - vivre (2003) - fits + starts remixed (2004) - Experiment in Ecstasy (2006) Vocal works: - wish (2001) - still, within, resolve (2002) - four-fold (2004, registrata 2005) - BLUSH (2007) |